# チョコレボ
チョコレボ（Choco-Revo!!＝Chocolate Revolutionの略）は、フェアトレードやオーガニックのチョコレートなど、人と地球に優しいチョコレートの認知を高め、流通・生産を促進するキャンペーン。主催団体はチョコレボ実行委員会、発起人兼代表は星野智子。

## 概要
チョコレートの原料となるカカオの生産現場では、奴隷労働や児童労働、森の生態系破壊といった問題が起こっている。それらの問題を解決するための取り組みとして、生産者が環境に配慮した方法で高い品質のものをつくり続け、人間らしい生活を送れるよう適正な報酬での取引を行うフェアトレードという貿易がある。チョコレボは、フェアトレードのチョコレートを中心とした人と地球に優しいチョコレートの普及を通じて、生産者や環境に配慮した製品を選ぶ消費者、そのような製品・サービスを提供する企業の増加を目指すキャンペーンである。そのために、フェアトレードチョコレートの期間限定ショップの展開、フェアトレードチョコレートを使用した商品開発を企業と連携し展開するとともに、セミナーやイベントの開催により消費者の啓蒙を行っている。

## 略歴
これまでの主な活動は以下の通りである。
- 2006年
  - 4月 チョコレボ実行委員会設立。
  - 11月 環境省主催のライフスタイル・フォーラムに参加出展
- 2007年
  - 1月 目白にて3日間限定ショップを出店・日本経済新聞に掲載 ジャスコ品川シーサイド店特設コーナーに出店・NHKニュース9にて報道
  - 7月 フェアトレードに関するマーケットリサーチを実施。DION byKDDI（現 au by KDDI）10周年記念での企画実施
  - 10月 ゲートシティ大崎にてハロウィーンイベントを行う。
- 2008年
  - 1月 ミニストップと共同でフェアトレードチョコレートを使用したソフトクリームの開発を行う。 髙島屋新宿店バレンタイン特設会場に出店
  - 6月 リコー環境シンポジウムにて講演
  - 12月 高島屋でのクリスマスケーキ商品開発に協力 エコプロダクツ2008、企画展示ブースに出展。 フェアトレード市場調査で日本初の「フェアトレード認知率」発表
- 2009年
  - 1月 小田急百貨店でドローイングアーティスト・JUNICHIとコラボレーション企画を実施。高島屋アムール・ド・ショコラでトークイベントを開催
  - 3月 ニフティ「地球のココロ」でイベントを開催
  - 5月 JICA カフェフロンティアでワークショップを実施
- 2010年
  - 1月 小田急百貨店がチャリティチョコレートの売り上げの一部をチョコレボ・ガーナプロジェクトに寄付
  - 2月 有楽町マルイ、新宿高島屋にて限定ショップを展開。 売上の一部でガーナの生産者へオーガニックのカカオ生産に必要な苗木を提供するチョコレボガーナプロジェクトを開始。

### 協力者
- 浅葉克己
- 池田香代子
- 田中優
- 辻信一
- 長坂寿久
- ミニストップ
- イオン
- リコー